# Cantonul Les Trois-Bassins
Cantonul Les Trois-Bassins este un canton din arondismentul Saint-Paul, Réunion, Franța.